# Mahmud Szabistari

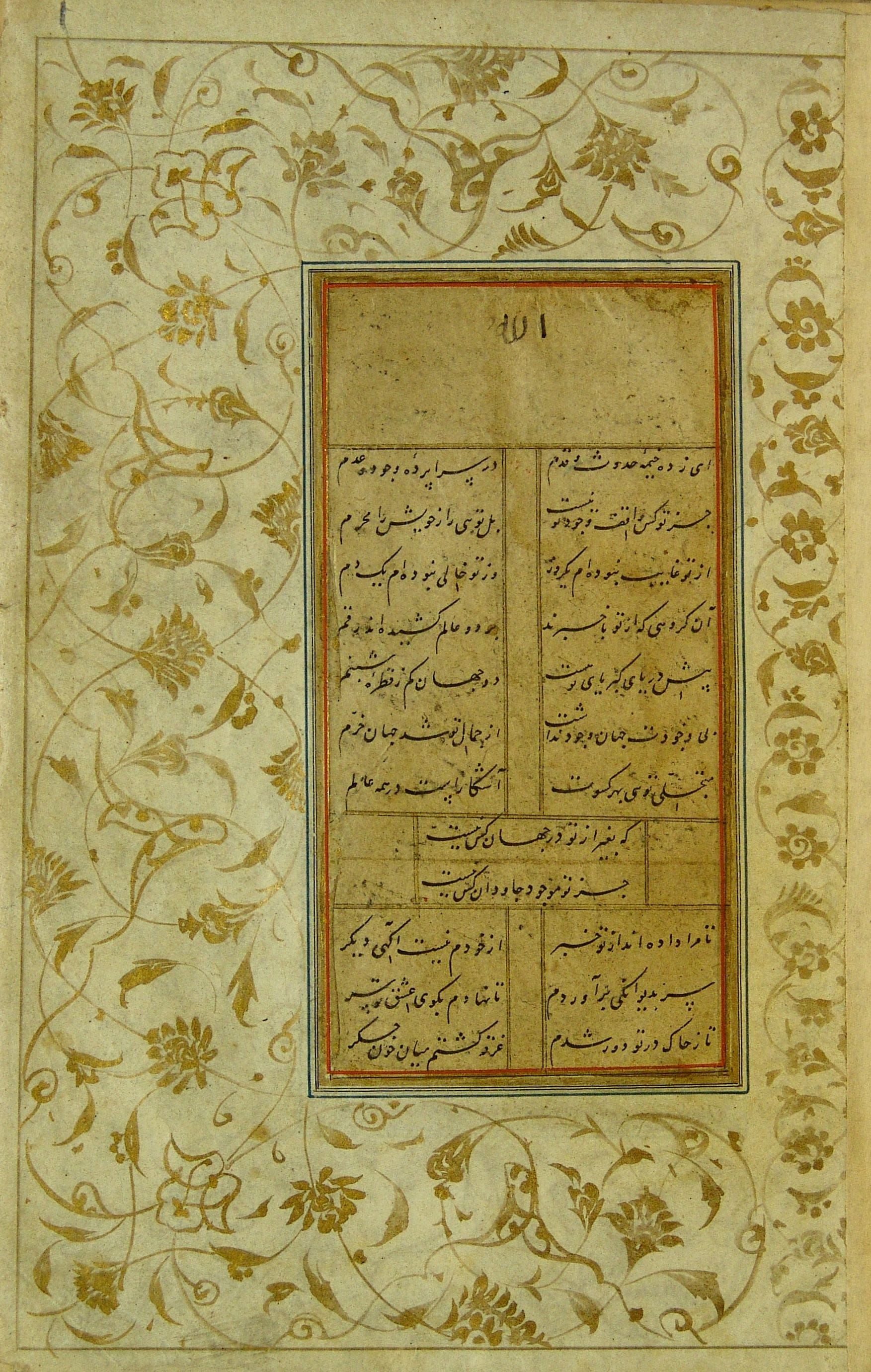
Strona z rękopisu Gulšan-e rāz przepisanego w nastaligh przez Dżafara Tebriziego (fl 1412-1431). Biblioteka Astan-e Ghods

Mahmud Szabistari (pers. محمود شبستری) (pełne imię: Sad ad-Din Mahmud Ibn Abd al-Karim Ibn Jahja al-Szabistari) (ur. w drugiej połowie XIII w. Szabistarze – zm. ok. 1320) – perski poeta suficki.
Urodzony w Szabistarze, większość życia spędził w pobliskim Tebrizie, ówczesnej stolicy Ilchanidów, jako prominentny islamski uczony. Odbył podróże do Egiptu, Syrii i Hidżazu. Być może przez pewien czas żył w Kermanie, skąd miała pochodzić jego żona. Jego grób w Szabistarze stał się miejscem pielgrzymek.
Sława Mahmuda opiera się na poemacie Gulšan-e rāz (Różany ogród tajemnic), składającym się z 1008 bajtów, który "czytany po wielekroć i kontemplowany z pokolenia na pokolenie, stał się rodzajem vademecum mistyków irańskich". Poza tym przypisuje mu się autorstwo także kilku innych dzieł, z których najważniejszym i autentycznym wydaje się być Sa'adat-nāma, poświęcone teologii mistycznej.
Według poety Gulšan-e rāz jest odpowiedzią na piętnaście pytań postawionych przez "znanego człowieka szlachetnego rodu" z Chorasanu. Tradycyjnie identyfikuje się go z Husajnim Sadatem Amirem (zm. po 1328) z Heratu, chociaż pierwszą informację na ten temat można znaleźć dopiero u Dżamiego (1414 - 1492). Prawdopodobnie list został ułożony znacznie później niż sam poemat i wpleciony w jego tekst, dzielący się na piętnaście suʾāl (pytań). Odpowiedzi poety dzielą się na część teoretyczną (k.āʾida) i ilustracyjną (tamṣīl). Tematem poematu jest dążenie do osiągnięcia statusu "człowieka doskonałego" (al-insān al-kāmil), przy czym porusza on szereg zagadnień psychologicznych i metafizycznych tradycyjnie związanych z sufizmem. W warstwie doktrynalnej Szabistari pozostaje pod wpływem Ibn Arabiego.
Różnorodność treści oraz zwartość Gulšan-e rāz sprawiły, że stał się on tradycyjnym podręcznikiem sufich w najważniejszym irańskim tarikacie okresu nowożytnego, nimatullahijja, oraz przedmiotem wielu komentarzy, z których najsłynniejszym jest Mafātīh. al-iʿğāz fī šarh.-e Gulšan-e rāz (Klucz tajemniczego leku w komentarzu Różanego ogrodu tajemnic) Szams ad-Dina Lahidżiego (zm. 1506). Pierwszym Europejczykiem, który dostrzegł wartość Gulšan-e rāz dla perskich sufich był Jean Chardin (1643 - ok. 1712 - 1713), nazywający go ich "summą teologii".